# 133007 Audreysimmons
133007 Audreysimmons este un asteroid din centura principală de asteroizi.

## Descriere
133007 Audreysimmons este un asteroid din centura principală de asteroizi. A fost descoperit pe 5 octombrie 2002 la Apache Point Observatory în cadrul programului Sloan Digital Sky Survey. Asteroidul prezintă o orbită caracterizată de o semiaxă mare de 3,09 ua, o excentricitate de 0,15 și o înclinație de 16,4° în raport cu ecliptica.